# Kurundvad (linea secondogenita)
Lo Stato di Kurundvad (linea secondogenita) (talvolta indicato come Kurundwad) fu uno stato principesco del subcontinente indiano, avente per capitale la città di Kurundvad. Anticamente uno stato unico con la sua controparte, il Kurundvad (linea primogenita), i due stati si separarono nel 1854 e meno di un secolo dopo, l'8 marzo 1948, entrambi entrarono a far parte dell'Unione Indiana.
Con una superficie di 295 km², lo stato di Kurundvad (linea secondogenita) era più piccolo del territorio affidato al governo della linea primogenita. La sua popolazione nel 1881 era pari a 25.811 individui, saliti nel 1901 a 34.003.
Come lo stato della linea primogenita, Kurundvad (linea secondogenita) era amministrato come parte dell'Agenzia degli stati del Deccan della Presidenza di Bombay. La sua capitale era a Kurundvad un piccolo villaggio presso il fiume Panchganga nel distretto di Kolhapur. Pur disponendo di territori differenti, la capitale, Kurundvad, era condivisa tra i due stati. Il territorio di entrambi era contraddistinto da continue enclave con altri stati principeschi indiani.

## Storia
Il predecessore di entrambi gli stati, lo stato di Kurundvad, venne fondato nel 1733 come feudo concesso dal pascià maratha a Trimbakrao Patwardhan. Una prima divisione dello stato avvenne nel 1811. Nel 1819 lo stato di Kurundvad divenne un protettorato britannico.
Il 5 aprile 1854 lo stato di Kurundvad venne definitivamente diviso in due entità statali separate, affidate l'uno alla linea primogenita della famiglia e l'altro alla secondogenita. Mentre Shrimant Raghunathrao continuò a governare lo stato affidato alla linea primogenita, i suoi tre fratelli governarono insieme lo stato della linea secondogenita. Dopo la morte del minore di questi tre fratelli senza eredi i discendenti dei due fratelli continuarono a governare insieme sino al 1947, per poi entrare a far parte dell'Unione Indiana.
Lo stato di Kurundvad (linea secondogenita) includeva 34 villaggi dei quali 17 si trovavano presso Belgaum. Gli altri 15 villaggi si trovavano al confine con lo Stato di Hyderabad, ed una parte di loro si trovava inclusa nel distretto di Sholapur. I restanti due villaggi erano piccole enclavi nello stato di Kolhapur.

## Governanti
I regnanti locali appartenevano alla dinastia Patwardhan e portavano il titolo di rao.

### Rao
- 1733 - 1771                Trimbakrao I "Appa Sahib Patwardhan" (m. 1771)
- 1771 -  3 Mar 1771         Nilkanthrao "Dada Sahib Patwardhan" (n. 1726 - m. 1771)
- 1771 - 1801                Raghunathrao I "Dada Sahib Patwardhan" (n. 1750 - m. 1801)
- 1801 - 18..                Trimbakrao II "Appa Sahib Patwardhan"

#### Dopo la divisione
(inizialmente con governo congiunto)
- 5 aprile 1854 - 1869         Trimbakrao                         (m. 1869)
- 5 aprile 1854 - 18..         Vinayakrao                         (n. 1823 - m. ....) "Appa Sahib Patwardhan"
- 5 aprile 1854 - 1899         Ganpatrao Hariharrao               (n. 1837 - m. 1899)
- 1876 - 1911                Hariharrao Vinayakrao              (n. 1852 - m. 19..) "Daji Sahib Patwardhan"
- 29 luglio 1899 - 1931         Madhavrao Ganpatrao "Bhav Sahib Patwardhan"          (n. 1875 - m. 1948)
- 1911 - 1932                Vinayakrao Hariharrao "Nana Sahib Patwardhan"          (n. 1877 - m. 1932)
- 1932 -  9 novembre 1942         Ganpatrao Madhavrao                (n. 1900 - m. 1942) "Bapu Sahib Patwardhan"
- 1942 - 15 agosto 1947         Ganpatrao Trimbakrao               (n. 1924 - m. 2004) "Tatya Sahib Patwardhan"